# Valdas Dambrauskas
Valdas Dambrauskas, född 7 januari 1977, är en litauisk fotbollstränare som är huvudtränare i Hajduk Split.

## Tränarkarriär

### Tidig karriär
2002 flyttade Dambrauskas till England och började studera idrottsvetenskap och utbildade sig till tränare på London Metropolitan University. Han arbetade därefter i Fulham, Manchester United och Brentfords ungdomslag. Dambrauskas tog därefter sitt första senioruppdrag som tränare i Kingsbury London Tigers i Spartan South Midlands Football League Premier Division. Han var även förbundskapten för Litauens U17-landslag mellan 2009 och 2010.

### Ekranas Panevėžys
I december 2010 blev Dambrauskas klar som assisterande tränare till Valdas Urbonas i den litauiska regerande mästarklubben Ekranas Panevėžys. De båda vann dubbeln under 2011, vann A lyga och supercupen under 2012 samt nådde final i litauiska cupen, där de förlorade på straffar mot Žalgiris. I april 2013 lämnade Urbonas klubben och därefter tog Dambrauskas över som huvudtränare. Ekranas Panevėžys slutade trea 2013 och sexa 2014, men gick därefter i konkurs. Han var även förbundskapten för Litauens U19-landslag mellan 2011 och 2012.

### Žalgiris Vilnius
I december 2014 blev Dambrauskas anställd som ny huvudtränare i Žalgiris Vilnius. Under hans debutsäsong i klubben vann de ligan, cupen och supercupen. Under säsongen 2016 ledde Dambrauskas klubben till fyra titlar (ligan, cupen två gånger samt supercupen) och under 2017 vann de återigen supercupen.
Den 24 september 2017 missade slutligen Žalgiris Vilnius en titel då de förlorade finalen av litauiska cupen mot Stumbras. Klubben vann därefter inte en enda ligamatch och förlorade bland annat mot Sūduva med 3–0. Det var även första gången sedan 2010 som Žalgiris Vilnius förlorade en ligamatch med tre mål. Den 23 oktober 2017 valde Dambrauskas att avgå från sitt uppdrag som huvudtränare till följd av klubbens formsvacka.

### RFS
Den 6 december 2017 blev Dambrauskas klar som ny huvudtränare i lettiska RFS. Han ledde klubben till en tredje plats i Latvijas futbola Virslīga samt till semifinal i lettiska cupen under sin debutsäsong. Säsongen 2019 blev det en andra plats i ligan samt vinst i lettiska cupen efter att de besegrat Jelgava på övertid i finalen.

### Gorica
Den 25 februari 2020 blev Dambrauskas anställd som ny huvudtränare i kroatiska Gorica. Klubben slutade sexa under hans debutsäsong. Den 6 oktober 2020 blev Dambrauskas utsedd till månadens tränare i den kroatiska ligan efter att Gorica startat säsongen 2020/2021 med fem segrar på sju matcher.

### Ludogorets Razgrad
Den 3 januari 2021 meddelade Gorica att Dambrauskas lämnade klubben och samma dag meddelade bulgariska Ludogorets Razgrad att han var klar som ny huvudtränare i klubben. Ludogorets Razgrad blev bulgariska mästare under säsongen 2020/2021 och säkrade titeln med fyra omgångar till godo. I juli 2021 ledde han klubben till en seger i bulgariska supercupen, där de besegrade CSKA Sofia med 4–0. I oktober 2021 fick Dambrauskas lämna sitt uppdrag som huvudtränare i klubben.

### Hajduk Split
Den 2 november 2021 presenterades Dambrauskas som ny huvudtränare i kroatiska Hajduk Split. Säsongen 2021/2022 ledde han klubben till en andraplats i kroatiska högstadivisionen och en vinst i kroatiska cupen.

## Meriter

### Klubblag
Žalgiris Vilnius
- A lyga: 2015, 2016
- Litauiska cupen: 2014/2015, 2015/2016, 2016
- Litauiska supercupen: 2015, 2016, 2017

 RFS
- Lettiska cupen: 2019

 Ludogorets Razgrad
- Parva liga: 2020/2021
- Bulgariska supercupen: 2021

 Hajduk Split
- Kroatiska cupen: 2021/2022

### Individuellt
- Årets litauiska tränare: 2016,[30] 2020[31]